# 秦皇岛地方铁路
秦皇岛地方铁路，也称“秦石铁路”、“秦山铁路”、“柳江地方铁路”，是河北省秦皇岛市的一条市属铁路，起自秦皇岛南站，至抚宁县石门寨站并延伸到青龙县山神庙站。干线长43.2km。通车总里程100km。站线总延长19km，厂矿专用线28条总延长37km。
中间站有：秦皇岛北站(+4km)、海阳站、杜庄站、鸡冠山站、付水寨站、石门寨站、亮甲山站、上庄坨站、石岭站、驻操营站。
有桥梁26座，928延长米；隧道3座，498延长米；涵洞78座，1226延长米。自有东风10D机车4台，GKD1A机车1台，职工414人，设有综合办公室、财务资产部、人事劳资部、生产运输部、安监武保部、科技企管部、物资供应部、运输段、机务段、工务段。

## 历史
前身是20世纪初柳江煤矿和长城煤矿先后修建的两条窄轨运煤铁路。
- 1914年石门寨商人李治、樊雨彬、张子彦等组建柳江煤矿公司，位于今抚宁县石门寨镇柳江村，生产无烟煤。1915年以股金15万元修建煤矿至秦皇岛至津榆铁路汤河站的762毫米窄轨轻便铁路。采用25磅钢轨。1916年4月，资本金告罄，工程一度停滞。1916年7月建成通车，命名为柳江铁路。铁路起自柳江煤矿，经付水寨、小部落、杜庄、海阳至汤河站，全长约17km。沿线经约40个村庄、14座桥梁。1916年9月1日，京奉铁路在秦皇岛附近改线南移，柳江煤矿公司遂租赁被废弃的汤河站至秦皇岛码头段4.8km的秦皇岛港自备专用铁路。[2]1916年10月在港区租赁土地建设成柳江贮煤场并建有准轨专用线1.6km。1917年冬，上海煤商、火柴大王刘鸿生以及祝伊才、韩芝根等人入股约42万元掌控了公司，更名为“华商柳江煤矿铁路股份有限公司”。
- 1916年当地人刘汝林、齐翰卿等在临榆县上庄坨、石岭创办兴业煤矿公司，与柳江煤矿有大石河相隔。不久，刘珍甫购得兴业公司股权，直系军阀大佬冯国璋、曹锟等参股，筹股80万银元，于1922年组建了长城煤矿股份公司。1923年向南京的东南银行贷款40万银元，1923年7月18日动工修建上庄坨至秦皇岛长城站的“长城窄轨轻便铁路”，1924年秋建成通车。铁路从小峪沟矿区出发，经上庄坨、石门寨、刘家河、鹿头山、西傅店、柳村、崔家庄、东盐务等约20个村庄、16座桥梁至秦皇岛城区，全长26公里，轨距为1067毫米。自备小蒸汽机车3台，敞车34辆。在港区租赁土地建设成长城贮煤场并建有准轨专用线1.6km。[3]1933年被日本控制，称为“长城炭矿铁道株式会社”、“大陆矿业株式会社长城矿务所”。长城煤矿旧址已被列为秦皇岛市文物保护单位。

抗战胜利后，1946年春，国民政府经济部接收大员胡希濂等接管长城煤矿及长城铁路。而柳江煤矿因电厂被炸毁，井巷被水淹没，无法恢复生产，铁路废弃。1950年长城煤矿停产，采煤人员及设备迁往山西大同，长城铁路运量全无。  
1951年11月，河北省人民政府从中央燃料工业部煤矿管理总局接管了长城铁路，交由秦皇岛市政府代管，定名为秦皇岛市长城铁路管理处，把柳江、长城铁路改线合并，把长城铁路大部分线路废弃，迁移到运输资源较为丰富的柳江铁路路基上。1952年4月底开工，历经4个月，完成秦皇岛至上庄坨干线29公里，耀华支线3.82公里。
1962年至1982年，重大改造和提升有：
- 线路由上庄坨站延伸至石岭站
- 老岭降坡技术改造，
- 引入大型蒸汽机车并全线通车，
- 城区与地方铁路交叉口新建立交桥。

每天开行旅客列车两对。1962年客运人数达到53万人，周转量达每公里834万人。1974年客运人数为42.3万人，周转量每公里810.1万人。
窄轨改准轨的扩轨工程于1984年2月正式开工，边施工、边运营、边培训，1984年11月27日正式竣工通车。1985年1月1日在秦皇岛南站设立交接口，与国家铁路进行车辆交接作业。1985年完成货运量158.3万吨，完成货物周转量2228.4万吨，实现利润50万元，为货主节约货物倒装费、短途运输费及减少损失费250多万元，极大节省了货物中途换装时间，缩短了运输周期。
1984年国务院及铁道部批准石木地方铁路延伸工程（即石岭-山神庙-三间房（祖山镇北部）-龙王庙-三星口-木头凳）。实际仅开工了石岭至山神庙段（正线12公里，站线2.3公里）。1986年5月初开工。1988年12月7日通车。1988年12月20日举行了通车典礼。
1988年4月14日，秦皇岛市交通局党委在交通局礼堂召开公开承包答辩会，一个承包集团中标铁路的经营管理。
八十年代末、九十年代初，由于与该铁路并行的秦青公路S251完成了改扩建工程，长途公路客运劫走了铁路客源。1991年6月1日正式停止客运，秦皇岛市铁路管理处转为专营铁路货物运输。
1995年以后运营效益逐年下滑，至2002年底，累计亏损已达180万元。2002年3月，改制工作启动。2003年1月28日，秦皇岛地方铁路有限责任公司正式成立，秦皇岛地方铁路告别地方国营，成为职工持股的民营企业，为全国第一家完成改制的地方铁路企业。
中日合资的秦皇岛浅野水泥有限公司、首钢外迁项目“首秦金属材料有限公司”落户秦皇岛，开始修建铁路专用线与其接轨，迎来新的发展。
2007年6月25日，秦皇岛北站完成整体搬迁，“退城进郊”。秦皇岛市区的公交车站“小北站”为其历史遗存。
2013年5月，龙家营交接场工程正式开工。2017年7月8日10:51，秦皇岛地方铁路与国铁接轨站正式由秦皇岛南站转场至龙家营站。当日14:55，地铁公司将最后一批空车送到南站交接场，结束了“地方铁路”货运列车在市区运行的历史。